# Xã Harrison, Quận Licking, Ohio
Xã Harrison (tiếng Anh: Harrison Township) là một xã thuộc quận Licking, tiểu bang Ohio, Hoa Kỳ. Năm 2010, dân số của xã này là 7.561 người.